# Eduardo Arruda
Eduardo Arruda (São Caetano do Sul[carece de fontes?], 20 de dezembro de 1969) é ex-voleibolista indoor brasileiro integrante da seleção brasileira com vasta atuação em clubes no voleibol internacional e nacional,  conquistou a primeira medalha do país na Liga Mundial  realizada em 1990, terminando com o bronze, assim como nesta competição obteve também o primeiro título para o país em 1993 cuja fase final foi realizada no Brasil e também representando o país foi ouro no Campeonato sul-americano em 1991 em São Paulo. Foi o primeiro brasileiro a atuar no voleibol japonês.

## Carreira
Eduardo recebeu o apelido Pezão do técnico Renan Dal Zotto por calçar número 48. Pezão foi convocado para Seleção Brasileira  em 1990 e disputou a primeira edição da Liga Mundial de Voleibol ocorrida em 1990 cuja Fase Final deu-se em Osaka-Japão, e conquistou para o país a primeira medalha na história da competição, obtendo a medalha de bronze.
Em 1991, Pezão recebe nova convocação para seleção, desta vez disputou o Campeonato Sul-Americano realizado no Brasil e confirmou a hegemonia continental do país conquistando a medalha de ouro e neste mesmo ano disputou a segunda edição da Liga Mundial de Voleibol, cuja Fase Final deu-se em Milão, vestindo a camisa #18 não obteve medalha, terminando na quinta posição.
Não convocado para Liga Mundial e os Jogos Olímpicos em 1992, Pezão retornou a seleção no ano de 1993, vestiu a camisa #16 e disputou a quarta edição da Liga Mundial, época da conquista inédita do primeiro ouro do país nesta competição e a Fase Final foi em São Paulo.
Eduardo Pezão foi o primeiro voleibolista brasileiro a se transferir e jogar no voleibol japonês e defendeu o time NEC Blue Rockets na temporada 1995-96 e conquistou o título da Liga A Japonesa e ainda foi eleito o Melhor Jogador da competição e renovou o contrato, sendo na temporada 1996-97 termina em terceiro lugar.
Pezão após duas temporadas no clube NEC Blue Rockets, atuou pelo Suntory por uma temporada em seguida retornou ao Brasil  e disputou a Superliga Brasileira A na temporada 1998-99 pela equipe SOS Computadores/São Caetano foi um dos destaques entres os pontuadores da Superliga e terminou na quinta posição desta edição.
Ele declarou na época sua decepção no início da temporada por não ter acertado contrato com nenhuma das grandes equipes do País, almeja uma equipe que brigasse pelo título e depois que acertou com a equipe supracitada, recebeu uma proposta tentadora clube italiano Conad Ferrara, da Itália, mas não pôde aceitá-lo por não ter sido liberado pelo clube brasileiro, o valor proposto era o quádruplo do que estava ganhando na equipe de São Caetano, pensou em abandoná-la, mas resolveu cumprir o contrato e esmerou-se em dar o melhor de si. E em quadra pezão provou seu potencial e atribuiu a boa campanha à união do grupo e declarou: "Parece um pouco com o time de Suzano de 1992, que foi formado por jogadores rejeitados pelos times favoritos e acabou conquistando o título brasileiro", enaltecendo a superação de cada companheiro de clube.
Após uma excursão para amistosos pelo Japão quando convocado pelo técnico José Roberto Guimarães em 1993 Pezão atuou na equipe após Gilson Bernardo se machucar e numa grande atuação despertou interesse do técnico do NEC. Quando Pezão chegou ao time japonês apenas o levantador norte-americano Ball era atleta profissional da equipe e os demais eram atletas lotados nos escritórios da NEC que só treinavam a partir da quarta-feira em preparação aos jogos que ocorriam no final de semana e após duas temporadas se transferiu para o clube rival o  Suntory, ato considerado  como uma traição pelo time da NEC chegando a publicar em toda mídia especializada local. O real motivo da transferência foram as divergências com o técnico Teramari.
Pelo NEC conquistou o bicampeonato da Copa do Imperador  em 1995 e 1996. E título do campeonato japonês em sua primeira temporada rendeu-lhe ser o único cumprimentado pelo imperador Akihito, momento que os demais companheiros de equipe ficaram imóveis e somente Pezão se aproximara do monarca, daí Eduardo ficou conhecido no Japão como “"ezon San", tal nomenclatura dada apenas a Pezão e exvoleibolista norte-americano Bob Samuelson.
A transferência de Pezão para o Japão não foi nada fácil, CBV-Confederação Brasileira de Voleibol exigia dele o pagamento de uma taxa de transferência no valor de US$ 9.000 e obteve liminar junto à 39ª Vara Cível do Rio de Janeiro, permitindo ao jogador pagar apenas o montante de US$ 2.250. baseado em artigo da Lei Zico, que fixa em 1% do contrato a taxa para transferências internacionais.
Na temporada 1999-00 defendeu o São Paulo/Canesten/Motorola quando jogou ao lado de Jorge Edson, Marcelo Negrão, Janelson, Nei, e outros, terminando na oitava posição da Superliga Brasileira A.
Pezão fez as pazes com a CBV em 1998, após ter ficado em quarto lugar na Liga A Japonesa temporada 1997-98, quando tentou regularizar sua documentação para reforçar  o Papel Report/Suzano nas semifinais da Superliga Brasileira A 1997-98, quando time foi terceiro colocado no encerramento desta edição.
Empresário ex-marido de Danielle Scott-Arruda, voleibolista veterana da seleção norte-americana, que declarou em entrevista que o conheceu em 1999 e se reencontraram na Itália e o pedido de casamento foi por e-mail e achou que não teria sucesso, mas ela aceitou e com ela constituiu família.
Na temporada 2002-03 defendeu o clube argentino Bolivar Signia sagrando-se campeão do Liga A Argentina e eleito Melhor Jogador e Melhor Atacante.

## Clubes
| Clube              | País      | De   | Até  |
| Fiat/Minas         | Brasil    | 1991 | 1992 |
| Hoechst/Suzano     | Brasil    | 1992 | 1995 |
| NEC Blue Rockets   | Japão     | 1995 | 1997 |
| Suntory Sunbirds   | Japão     | 1997 | 1998 |
| Report/Suzano      | Brasil    | 1998 | 1998 |
| SOS Computadores   | Brasil    | 1998 | 1999 |
| São Paulo Canesten | Brasil    | 1999 | 2000 |
| Panathinaikos      | Grécia    | 2000 | 2001 |
| Montpellier Volley | França    | 2001 | 2002 |
| Bolívar Signia     | Argentina | 2002 | 2003 |
| Lausanne UC        | Suíça     | 2004 | 2005 |

.

## Títulos e Resultados
- 1991- 5º Lugar Liga Mundial (Milão,  Itália)[4]
- 1992-93- Campeão da Liga Nacional de Voleibol Masculino[9]
- 1994-95- Vice-campeão da Superliga Brasileira A[14]
- 1995-96- Campeão da Liga A Japonesa[7]
- 1995- Campeão da Copa do Imperador do Japão[1]
- 1996-97- 3º Lugar da Liga A Japonesa[7][8]
- 1996- Campeão da Copa do Imperador do Japão[1]
- 1997-98- 4º Lugar da Liga A Japonesa[14]
- 1997-98- 3º Lugar da Superliga Brasileira A[14]
- 1999-00- 8º Lugar da Superliga Brasileira A[10]
- 2002-03- Campeão da Liga A Argentina[18]

## Premiações Individuais
- 1995-96- Melhor Jogador da Liga A Japonesa[7]
- 1996-97- Melhor Jogador da Liga A Japonesa[11]
- 1997-98- Melhor Jogador da Liga A Japonesa[11]
- 2002-03- MVP da Liga A Argentina[18]
- 2002-03- Melhor Atacante da Liga A Argentina[18]